# アンドレア・レンボ
アンドレア・レンボ（1974年5月23日 - ）は、カトリック教会の聖職者、ミラノ外国宣教会士。カトリック東京大司教区の補佐司教である。

## 経歴
1974年5月23日、イタリア・ロンバルディア州生まれ。ミラノ大学を卒業後、生命保険会社に勤務する。1995年にイタリア・モンツァのミラノ外国宣教会の国際神学院に入学。1997年からアメリカ・デトロイトの同会共同体で語学研修、1999年からフィリピン・タガイタイのディバインワード神学校で学び、神学の学士号を取得した。その後、北イタリア神学大学（トリノキャンパス）に入学。2003年6月7日にフィリピンで助祭叙階を、2004年6月12日にミラノ司教座聖堂で司祭に叙階された。2004年から2008年まで同会ヴィッラ・グルガーナ共同体で宣教及び召命の責任者を務めた。
2009年4月に来日し、2011年まで語学研修。2011年4月から2012年3月まで板橋教会、2012年4月から2017年3月まで習志野教会で助任司祭を務めた。2014年4月から2021年2月まで一般社団法人船橋学習センター「ガリラヤ」の副理事長を、2021年2月からは同センターの理事長を務める。同年6月からは公益財団法人真生会館の理事長も務め、2017年4月から2023年3月までカトリック府中教会の主任司祭を、2017年5月からはミラノ外国宣教会日本管区長を務める。
教皇フランシスコより、2023年9月16日に東京大司教区補佐司教に任命された（ムリア名義司教）。同年12月16日、東京カテドラル聖マリア大聖堂で司教叙階式が執り行われた。